# Brookesia micra
Brookesia micra Glaw et al., 2012 è un rettile appartenente alla famiglia Chamaeleonidae, endemico del Madagascar. È il più piccolo camaleonte noto, dal momento che un adulto non supera i 3 cm.

## Etimologia
Il nome micra è una derivazione latinizzata dell'aggettivo greco femminile greca "μικρά" (mikrá), che significa "piccola"; il che, naturalmente, fa riferimento alla taglia minuscola dell'animale.

## Descrizione
Brookesia micra si classifica tra i più piccoli amniota del mondo. Rispetto a Brookesia minima, ha una coda più corta e una testa più grande. Gli esemplari adulti possono avere anche la coda color arancione, in contrapposizione al marrone di altre specie simili. La dimensione del camaleonte può essere legata al suo habitat, causa di nanismo insulare.

## Distribuzione e habitat
L'areale di questa specie è ristretto all'isola di Nosy Hara, al largo delle coste nord-occidentali del Madagascar.
Durante il giorno risiede nella lettiera di foglie della foresta decidua secca, mentre di notte risale sui rami della vegetazione ad altezze non superiori ai 10 cm.

## Tassonomia
È stato scoperto da Frank Glaw che fa parte del Museo zoologico di Monaco di Baviera e che ne ha scelto il nome.